# Reno (contea di Parker)
Reno è una città degli Stati Uniti d'America, situata nello Stato del Texas, nella Contea di Parker e in parte nella Contea di Tarrant.